# Dinosauri
Dinosauri su prapovijesne životinje koje su nastale prije otprilike 230.000.000 godina, a izumrle prije oko 65.000.000 godina. Bili su najbrojnija životinjska skupina u mezozoiku, koji se dijeli na trijas, juru i kredu.
Riječ dinosauria dolazi iz grčkog, a znači strašni gušter. U vrijeme dinosaura klima je bila blaga i topla, a visokih planina je bilo manje nego danas.
Osim dinosaura, postojali su i morski (plesiosauri i ihtiosauri) te leteći gmazovi (pterosauri). Dinosauri su živjeli pretežno u prostranim plodnim ravnicama kroz koje su tekle velike spore rijeke. Za vrijeme dinosaura nije postojala trava. Dinosauri su naseljavali nepregledne šume papratnjača.

## Obilježja
Dinosauri su, uz kitove, najveće životinje koje su ikad postojale na Zemlji. Diplodok, čija je podvrsta D. hallorum vjerojatno mogla doseći dužinu od 30 metara, se dugo smatrao najdužim dinosaurom. Njegovi kasnije otkriveni srodnici Supersaurus, Patagotitan, Giraffatitan a posebno Argentinosaurus pokazali su se još duži. Mamenchisaurus je, pretpostavlja se, imao najduži vrat (duljine čak 11 m).
Najmanji zasada otkriveni dinosauri su Parvicursor remotus, dug 39 cm, te malo duži, no lakši Anchiornis huxleyi, mase do 110 g.
Najvećim mesoždernim dinosaurom (Theropoda) se dugo smatrao popularni tiranosaur, duljine 12-14 metara, sa zubima od kojih su neki dosezali i duljinu od 30 cm. Međutim, postoje dokazi da su neki teropodi mogli narasti još i više; Carcharodontosaurus, Giganotosaurus te posebice Spinosaurus, za koje se pretpostavlja da su lako mogli premostiti duljinu od 15 metara. Premda je tiranosaur prikazan kao nezaustavljivo čudovište, postoje indikacije da nije bio osobito brz (29 km / h). Unatoč nezavidnoj pokretljivosti, vjerojatno je bio uspješan lovac (binokularni vid). Postoje teorije da je ovaj dinosaur bio i strvinar (razvijen njuh).

## Prehrana

### Biljožderi
Dinosauri biljožderi su imali tupe zube koji su bili prilagođeni teško probavljivoj biljnoj hrani. Imali su i veći probavni sustav od mesoždera. Neki biljožderi su, kao današnje ptice gutali stijene (gastroliti) koje bi im se zaglavila u želucu, da bi se lakše usitnila hrana. Neki dinosauri biljožderi su: iguanodon, diplodok, supersaur, triceratops, ultrasaur, seismosaur, brahiosaur i mnogi drugi.

### Mesožderi
Dinosauri mesožderi su imali jako duge noge, dobar vid i osjetilo sluha kako bi mogli uloviti plijen. Također su imali jako oštre zube kako bi ubili i rastrgali plijen. Neki mesožderi su bili kanibali, jeli su pripadnike svoje vrste. Nekoliko fosila dinosaura pronađeno je s fosilom neke životinje unutar tijela. Neki mesožderi su: kampsognatus, tiranosaur, alosaur, albertosaur i mnogi drugi.

### Svežderi
Samo nekoliko nama poznatih dinosaura su svežderi, kao ornithomimus i oviraptor koji su jeli biljke, jaja, kukce... Dosta biljoždera kad jede biljke slučajno proguta kukce ili neke druge male životinje.

## Razmnožavanje
Malo toga se zna o razmnožavanju dinosaura. Poznato je da su se dinosauri razmnožavali jako rano, čak s osam godina. Jaja su bila okrugla i izdužena, slična jajima gmazova, ptica i primitivnih sisavaca. Najveće jaje dinosaura je ono hipselosaurovo. Pronađeno je u Francuskoj 1869. Bilo je dugo 30 cm, 25 cm široko, obujma 2 l i teško 7 kg. Neki znanstvenici su utvrdili da su ženke imale proširenu cijev koja je služila za polaganje jaja.

## Evolucija
Evolucija dinosaura počinje u trijasu, prije skoro 250 000 000 godina, kada se od primitivnih tekodonta počinje razvijati dinosaur i neke druge grupe arhosaurija. Najstariji poznati predstavnik dinosaura ili je Eoraptor lunensis - što znači jutarnji kradljivac. Pronađen je u Argentini 1991. Pronašao ga je Paul Sereno, paleontolog iz Chicaga. Njegova starost se procjenjuje na oko 235 000 000 godina. Od tog vremena dinosauri počinju naglu ekspanziju i zauzimaju sve dijelove tadašnjeg kopna. Harry Seeley je 1887. podijelio dinosaure na dvije velike grupe:
- Saurischia, sa zdjeličnim pojasom kao kod gmazova (pubis je uperen prema naprijed).
- Ornitischia, sa zdjeličnim pojasom kao kod ptica (pubis je okrenut unazad).[5]

Obje skupine daju niz ogranaka koji zauzimaju sva kopnena staništa i potiskuju sisavce iz mnogih ekoloških niša. Preci sisavaca su se pojavili, približno, kad i prvi dinosauri ali su evoluirali u male, pretpostavlja se noćne životinje koje su 170 000 000 godina živjele u "sjeni" dinosaura i drugih gmazova, sve dok dinosauri nisu izumrli. U razdoblju jure, a možda još i u trijasu, Saurischia daje ogranak iz koga nastaju prve ptice. Dalja adaptivna radijacija dinosaura trajalo je i tijekom razdoblja krede kada su bili na vrhuncu svog razvoja, a onda nestaju ostavljajući za sobom jedino ptice kao najprilagođeniju grupu Theropoda celurosaurija.

## Rasprostranjenost fosila
Kad su se pojavili prvi dinosauri, vjerojatno je postojao superkontinent Pangea u čiji su sastav ulazili današnji kontinenti. Kad se Pangea počela raspadati na današnje kontinente, dinosauri su bili naseljeni na svim njezinim dijelovima. Zato se njihovi fosili mogu naći na svim kontinentima, čak i na Antarktici. Fosili kopnenih dinosaura se teže nalaze, jer poslije smrti dinosaur je morao upasti u vodu da bi mu se tijelo fosiliziralo.

## Otkriće
Robert Plot, engleski prirodoslovac, otkrio je 1667. prvu kost dinosaura. Tada su ljudi mislili da je svijet nepromjenljiv. Znanstvenici su smatrali da se radi o kosti nekoga slona ili čak diva. 145 godina poslije, žena engleskog liječnika, Mantella, nalazi ogromne zube u hrpi kamenja. Mantell je skupio toliko fosila da je svoju kuću pretvorio u muzej. Vidjeli su te velike zube i nisu znali odrediti kome pripadaju. Njegovi pomagači, znanstvenici, zaključili su da se radi o velikim sisavcima. Mantell je primijetio da ti ogromni zubi nalikuju zubima južnoameričkih leguanima (Iguanidae). Pomislio je da su to zubi fosilnog guštera kojeg je nazvao iguanodon, što znači "leguanov zub". Znanstvenici su mislili da je riječ o zubima nekog krokodila ili nosoroga.
Konačno, 1841. godine, veliki stručnjak Richard Owen prvi put potvrđuje da je riječ o davno nestalim gmazovima. Nazvao ih je dinosauri što na grčkom znači "strašni gušteri". Od tada su dinosauri popularni.
1861. u pješčanim stijenama Bavarske je pronađen fosil praptice nazvane Archaeopteryx što znači "staro krilo". Ptica je imala obilježja dinosaura, a živjela je prije oko 100 milijuna godina. Dosta ljudi vjeruje da je arheopteriks dokaz veze ptica i dinosaura. Preko 100 kostura dinosaura Coelophzis iz donjeg trijasa nađeno je u Novom Meksiku. To je trenutno najveći broj dinosaura nađenih zajedno.

## Neotkrivene tajne
Mnogi misle da su dinosauri hladnokrvni gmazovi, ali postoje neke indikacije da su bili toplokrvni, slični više pticama, nego gmazovima. Također se ne zna koje su boje bili, a neki znanstvenici smatraju da su bili zeleni i smeđi, kao današnji gmazovi. Znanstvenici ne mogu odrediti kojeg je spola fosil dinosaura ni kako su se glasali dinosauri.

### Izumiranje
Otkad su dinosauri otkriveni mnogi znanstvenici se pitaju zašto su dinosauri izumrli u Kredi. To još nije otkriveno, a postoje brojne teorije o njihovu izumiranju. Nestanak dinosaura, drugih krupnih mezozoičkih gmazova i 65% tadašnjeg živog svijeta, dovodi se u vezu s padom ogromnog asteroida (krater Chicxulub) koji je prije 65 000 000 godina pao na poluotok Yucatan u Meksiku Starije teorije zagovarale su sporije izumiranje dinosaura npr. jer su se uzdigle visoke planine i došlo je do promjena u klimi kojima se nisu mogli prilagoditi. Zbunjujuća je činjenica da su preživjeli neki organizmi vrlo bliski dinosaurima, kao što su i njihovi primitivniji srodnici krokodili i evolucijski potomci ptice.

## Podjela
| Herrerasauridae |  | Herrerasaurus Staurikosaurus |

| Coelophysoidea |  | Coelophysis Liliensternus Dilophosaurus |

| Ceratosauria |  | Ceratosaurus Majungasaurus Carnotaurus |

| Megalosauroidea |  | Spinosaurus Suchomimus Torvosaurus |

| Avetheropoda |  | Allosaurus Tyrannosaurus Velociraptor |

| Prosauropoda |  | Anchisaurus Plateosaurus Massospondylus |

| Bazalni pripadnici Sauropoda |  | Mamenchisaurus Shunosaurus Omeiosaurus |

| Diplodocoidea |  | Diplodocus Apatosaurus Amargasaurus |

| Macronaria |  | Brachiosaurus Camarasaurus Ampelosaurus |

| Heterodontosauridae |  | Heterodontosaurus Abrictosaurus |

| Bazalni pripadnici Thyreophora |  | Scelidosaurus Scutellosaurus |

| Stegosauria |  | Stegosaurus Kentrosaurus Huayangosaurus |

| Ankylosauria |  | Euoplocephalus Edmontonia Ankylosaurus |

| Pachycephalosauria |  | Prenocephale Pachycephalosaurus Stegoceras |

| Ceratopsia |  | Triceratops Protoceratops Torosaurus |

| Bazalni pripadnici Ornithopoda |  | Hypsilophodon Agilisaurus Leællynasaura |

| Iguanodontia |  | Iguanodon Edmontosaurus Parasaurolophus |

## U popularnoj kulturi
Do 1960-ih godina dinosauri su prikazivani kao veliki gmazovi koji usamljeno hodaju po močvari i vuku svoje duge repove. Zatim se došlo do teorija da su sličniji pticama nego gmazovima. U animiranim filmovima dinosauri se najčešće dijele na dobre i zle, koji se međusobno bore. Kao dobri su prikazani biljožderi - diplodok i srodnici, triceratops, stegosaur, parasaurolopus i sl. Zli su tiranosaur, alosaur i srodnici.
Sama pojava dinosaura mesoždera (poput tiranosaura) izaziva veliki strah, pa se dobiva savršen lik za horor film. To je iskorišteno u filmu Jurski park, gdje oživljeni tiranosaur dospijeva na slobodu i ljude gleda kao hranu.
Dinosauri se također pojavljuju u filmu iz 2009. Ledeno doba 3: Dinosauri dolaze, gdje se već postojećim likovima pridružuju dinosauri.

## Vanjske poveznice
- Popis filmova u kojima se pojavljuju dinosauri